# Reiboldschacht

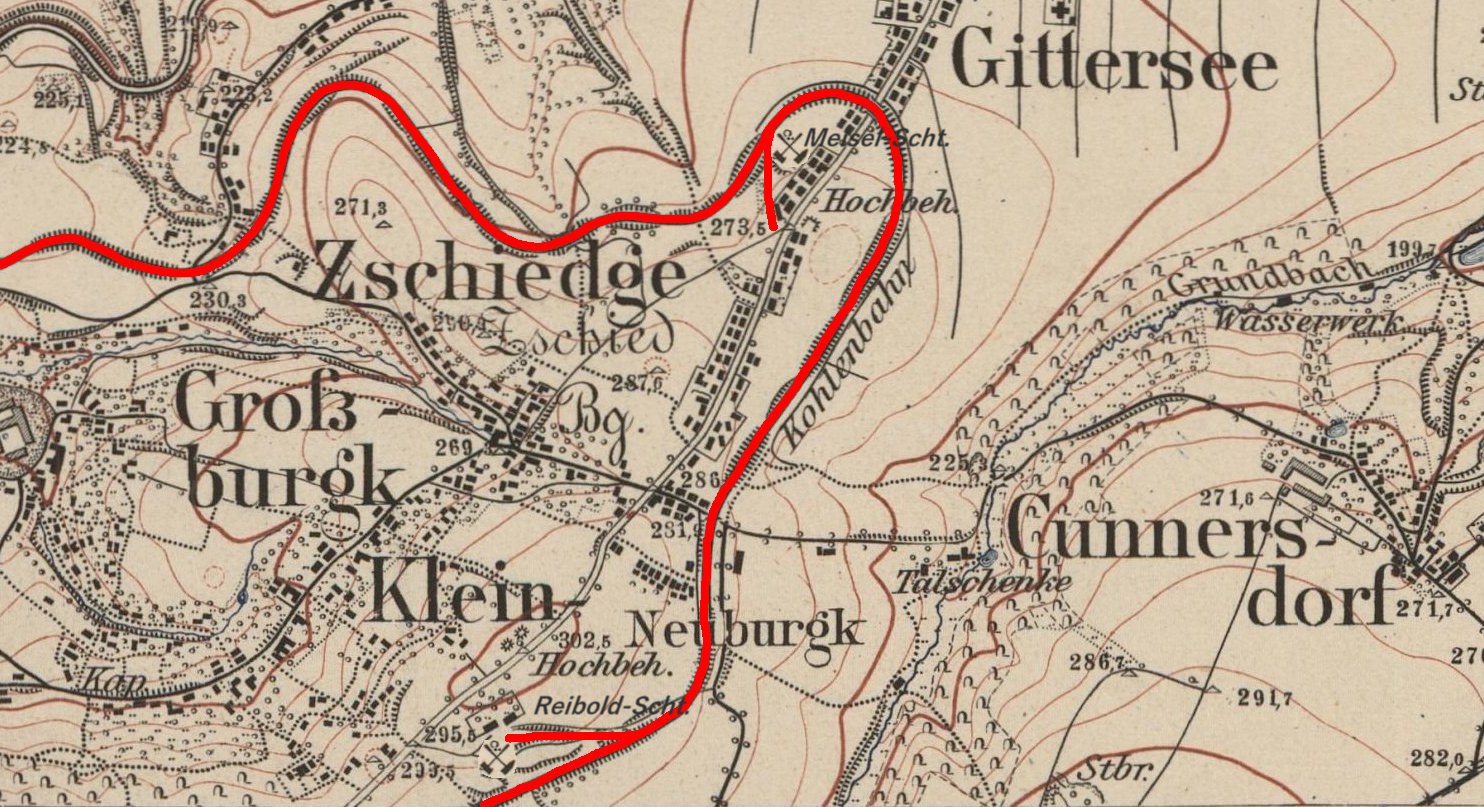
Karte der Schachtanlagen (Äquidistantenkarte, 1904)

Der Reiboldschacht (auch: Kleinnaundorfer Schacht) war eine Steinkohlengrube des Potschappler Aktienvereins. Benannt wurde er nach dem Vorsitzenden, Ferdinand von Reibold. Der Schacht lag im zentralen Teil der Steinkohlenlagerstätte des Döhlener Beckens an der Schulter des Windbergs auf Kleinburgker Flur.

## Geschichte
Der Potschappler Aktienverein begann 1837 mit dem Teufen des Schachtes. Der bei einer Höhe von 292 m ü. NN angesetzte Schacht erreichte eine Teufe von 294 Metern. Ab 271,90 Meter wurde das 1. Flöz mit einer Mächtigkeit von 5,50 Meter durchteuft. Das bei 283,40 Metern durchteufte 2. Flöz hatte eine Mächtigkeit von 1,80 Meter und das bei 290,70 Metern durchteufte 3. Flöz eine Mächtigkeit von 1,40 Meter.
Zur Entwässerung des Grubenfeldes diente der in einer Teufe von ca. 136,3 Metern einkommende Potschappler Stolln. Die Dampffördermaschine mit einer Leistung von 10 PS wurde 1838 von Franz Anton Jacob Egells in Berlin gebaut. Es handelte sich dabei um eine Hochdruckmaschine mit Balancier. Für den Antrieb der Fahrkunst und der Pumpen für die Wasserhaltung existierte eine zweite bauartgleiche Dampfmaschine mit 24 PS, die vom gleichen Hersteller stammte. Im Jahr 1857 erhielt der Schacht Anschluss an die neugebaute Hänichener Kohlenzweigbahn, die den Abtransport der Kohlen erheblich erleichterte.
Im Jahr 1860 waren 13 Kohlenörter in Betrieb und 59 Bergleute beschäftigt.
Im Jahr 1871 wurde der Abbau nach Erschöpfung der Vorräte eingestellt. Die Tagesanlagen riss man kurz darauf mit Ausnahme des Huthauses ab. Der Schacht wurde im Jahr 1876 verfüllt.
Das Huthaus war noch bis in die 1970er Jahre bewohnt, dann wurde es abgerissen. Die Schachtröhre wurde 1988 durch die Bergsicherung verwahrt.